# Non puoi impedirmi d'amare
Non puoi impedirmi d'amare (In Name Only) è un film statunitense del 1939 diretto da John Cromwell con Carole Lombard e Cary Grant come protagonisti. Il soggetto è tratto dal romanzo Memory of Love di Bessie Breuer.

## Trama
Alec Walker, figlio di un facoltoso uomo d'affari e sposato con Maida per convenienza, s'innamora di Julie, giovane vedova con una figlia Ellen. Poiché Julie lo ama a sua volta, Alec chiede il divorzio alla moglie, che sembrerebbe disposta a concederlo, mentre in realtà, con l'appoggio dei genitori di lui, mira soltanto a guadagnar tempo per allontanare Julie da suo marito. Julie a sua volta litiga con la sorella contraria al suo legame con un uomo già sposato. l loro rapporto però continua nonostante tutti gli ostacoli, ma di fronte alla minaccia di Maida di intentare una causa di divorzio per tradimento Julie preferisce troncare il loro rapporto. Quando Alec cadrà gravemente ammalato, l'anziano ed esperto dottor Muller consiglierà di lasciargli accanto la donna che ama, la sola che possa aiutarlo a ritrovare la volontà di guarire.

## Produzione
Il film fu prodotto dalla RKO Radio Pictures.

## Distribuzione
Distribuito dalla RKO, il film fu presentato in prima il giorno 18 agosto 1939. In Italia venne distribuito solo dopo la fine della guerra.